# انكار نظرية الجراثيم
إنكار نظرية الجراثيم هو الاعتقاد بأن الجراثيم لا تسبب الأمراض المعدية، وأن نظرية جرثومية المرض هي خاطئة  وعادة ما ينطوي ذلك على القول بأن نموذج لويس باستور للأمراض المعدية كان خطأ، وأن نظرية أنطوان بشامب كانت على حق. يكما كان يعرف سابقا باسم نظرية التضاريس ولتي تفترض أن الأنسجة المريضة تجذب الجراثيم اليها بدلاً من أن الجراثيم هي المسببة للمرض.

## حول الموضوع
إن إنكار النظرية الجرثومية قديم قدم نشؤ نظرية الجراثيم نفسها بدءًا من التنافس بين باستور وبيشامب. أدى عمل باستور في منع تلوث المشروبات إلى اكتشاف أن المسبب كان كائنات حية دقيقة والذي دفعه إلى الطريق ليكون أول عالم يثبت أن النظرية كانت صالحة وتم تعميمها في أوروبا. بالرغم من أنه لم يكن أول من طرح الفكرة إذ سبقه لعلماء مثل جيرولامو فراكاستورو (كانت فكرته أن العدوة يمكن أن تؤوي بذور العدوى)، وأغوستينو باسي (مكتشف أن سبب مرض مسكادرين لديدان الحرير كان فطريات)، وفريدريك هينلي و آخرون قد اقترحوا في وقت سابق أفكارًا مماثلة لنظرية الجراثيم.
اعترضت بشامب بقوة على وجهة النظر هذه، حيث قدم فكرة منافسة تعرف باسم نظرية الأمراض التعددية. تقول هذه النظرية أن كل أشكال الحياة تعتمد على أشكال تأخذها فئة معينة من الكائنات خلال مراحل دورات حياتها وأن الجراثيم تنجذب إلى بيئة الأنسجة المريضة بدلاً من كونها السببة لمرضها. يصر مؤيدو هذه الفكرة على أن الميكروبات التي تعيش في كائن حي تمر بنفس المراحل من تطورها. وفقا لغونثر آندرلاين فهي كما يلي: الغروانية - الميكروب (المرحلة البدائية) ، والبكتيريا (المرحلة المتوسطة) ، والفطريات (المرحلة النهائية).

## نقد
نشرت هارييت هول مقالاً في دورية «المتشكك» حيث تصف تجربتها في مجادلة منكري نظرية الجراثيم.
يشير أعضاء المجتمع الطبي المشككون أيضً، مثل ديفيد غورسكي وستيفن نوفيلا، إلى أن إنكار نظرية الجراثيم يتعارض مع سنوات من التجارب والرأي السائد لدى معظم الأطباء والعلماء.